# Richardt Funch
Richardt Funch (født 12. december 1976) er en dansk direktør og landechef for Primetime. Han har tidligere spillet fodbold for Helsingør IF og Farum Boldklub.
Foruden sin sportskarriere blev han i 1999 en del af Centrebet. I 2002 fik han ansvaret for Ladbrokes' aktiviteter i Danmark. I 2019 startede han live streaming appen Primetime i Danmark hvor han også er en af showets faste værter.